# Leptomyrmex erythrocephalus
Leptomyrmex erythrocephalus är en myrart som först beskrevs av Fabricius 1775.  Leptomyrmex erythrocephalus ingår i släktet Leptomyrmex och familjen myror.

## Underarter
Arten delas in i följande underarter:
- L. e. basirufus
- L. e. brunneiceps
- L. e. clarki
- L. e. cnemidatus
- L. e. decipiens
- L. e. erythrocephalus
- L. e. mandibularis
- L. e. rufithorax
- L. e. unctus
- L. e. venustus

## Bildgalleri

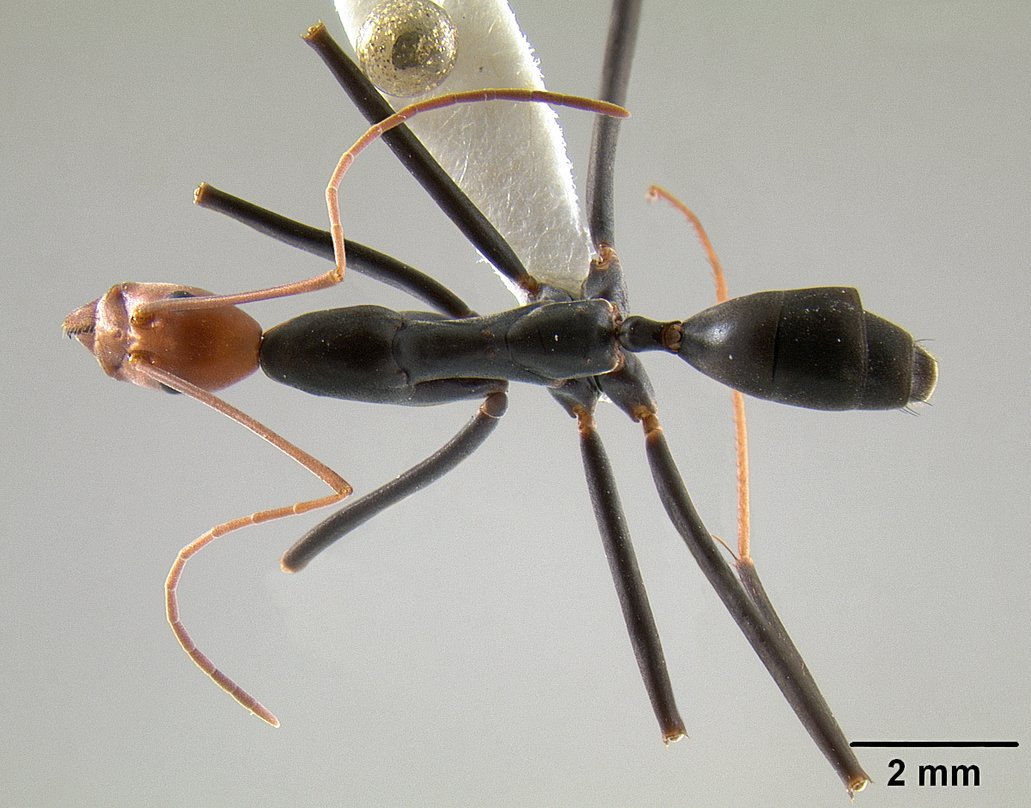
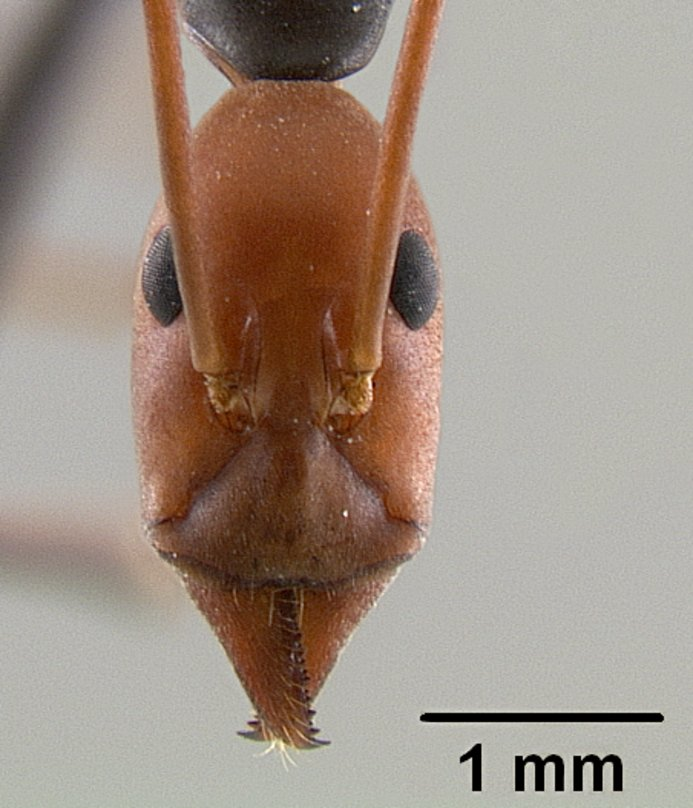
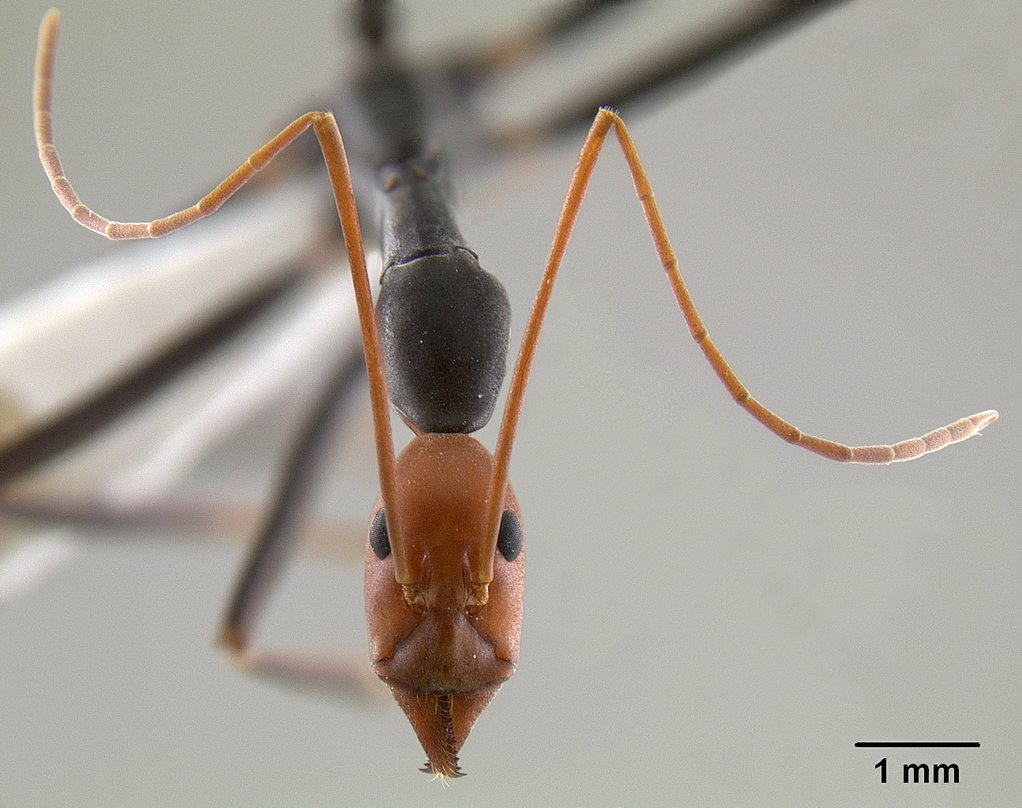
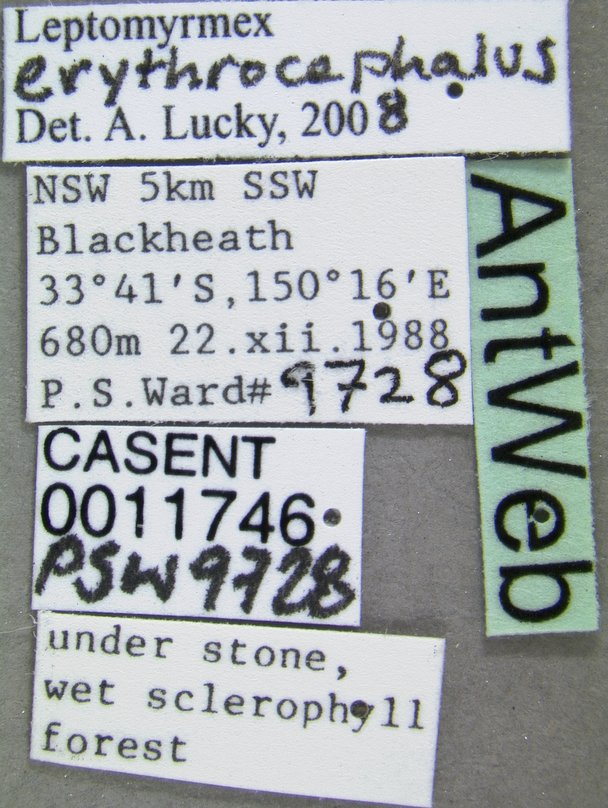
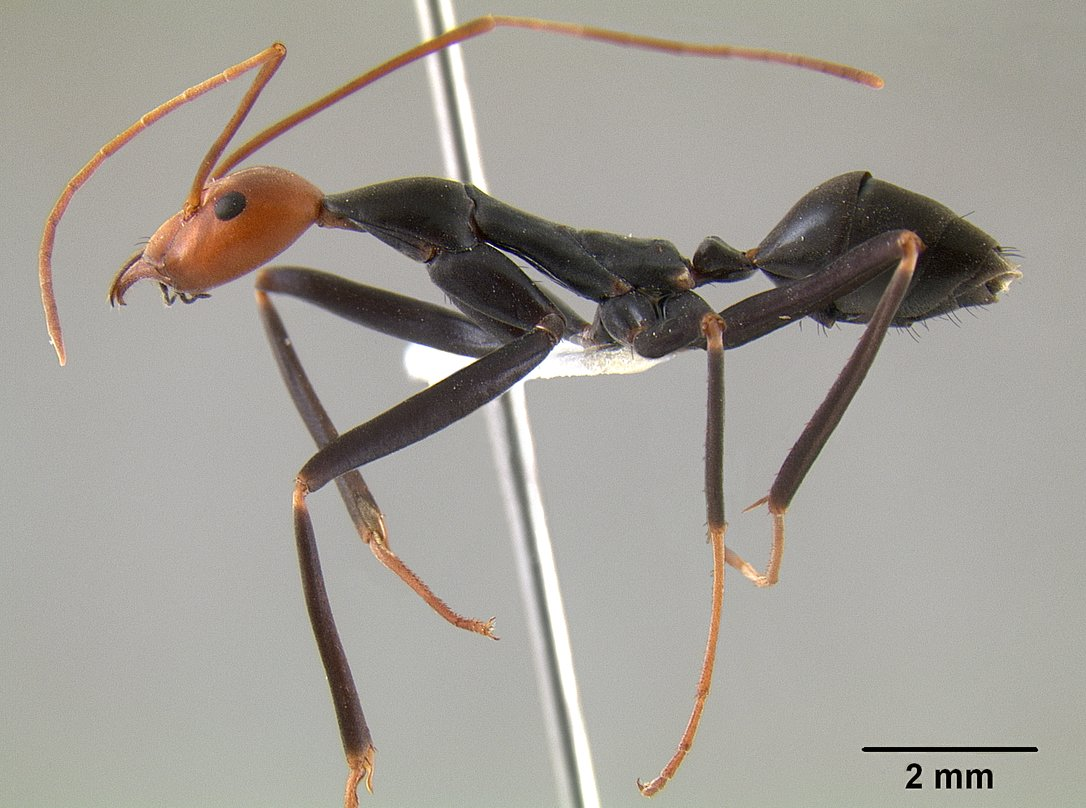
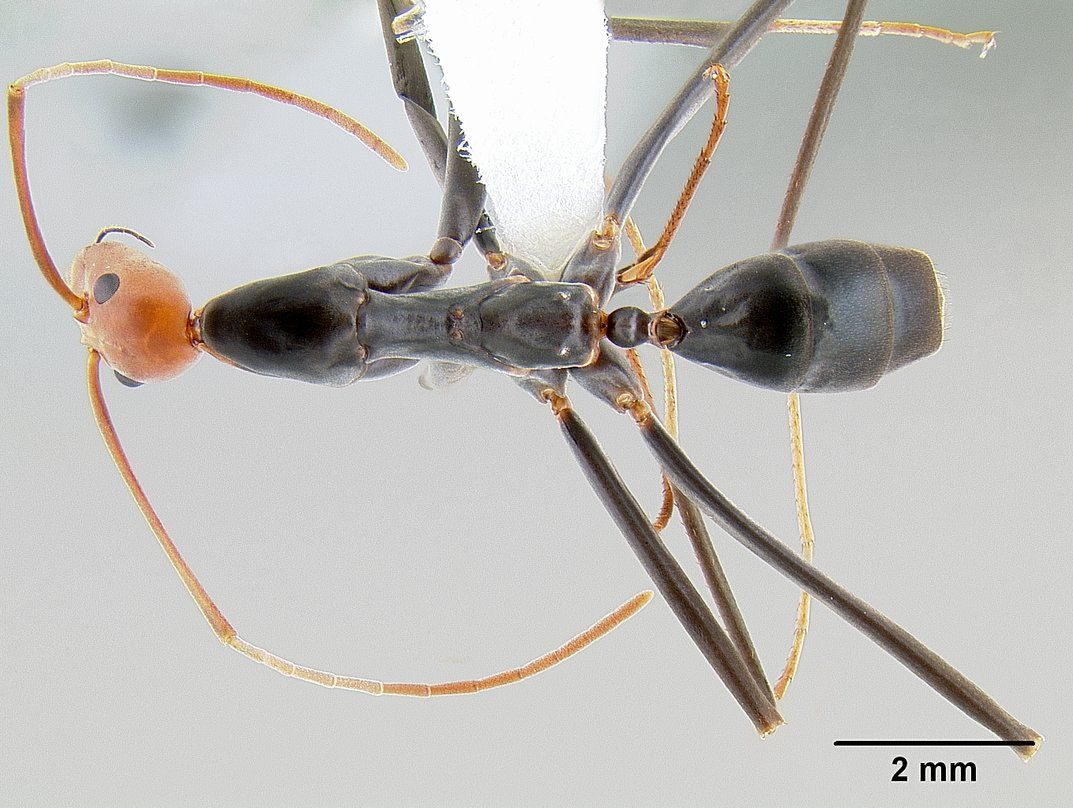